# Daredevil (TV-serie)
Marvel's Daredevil, eller bara Daredevil, är en amerikansk webb-TV-serie om superhjälten med samma namn, skapad av Drew Goddard och med Charlie Cox i huvudrollen. Serien utspelar sig i Marvel Cinematic Universe, och hade premiär i april 2015 på Netflix. En andra säsong visades under 2016, och en tredje säsong 2018. Dessutom medverkade rollfiguren i TV-serien The Defenders.

## Handling

### Säsong 1
Matt Murdock  är blind, men har fått förhöjda sinnen och ett radarsinne. Efter att nyligen ha startat en advokatfirma med sin vän Foggy Nelson, upptäcker han att situationen i Hell's Kitchen är värre än han trott. Någon styr de kriminella utan att synas. Som advokat kan Murdock inte göra något, så han döljer sin identitet och använder sina krafter för att ta reda på vem som ligger bakom. Han skapar superhjälten Daredevil. Så småningom upptäcker han att den som styr brottet i stadsdelen är Wilson Fisk, en av de mest respekterade männen. På sin sida får han bland annat Karen Page, som börjar jobba för Nelson och Murdock, samt reportern Ben Urich.

### Säsong 2
Tre av de tuffaste gängen i Hell's Kitchen blir kraftigt decimerade. Spåren tyder på att en enda man ligger bakom. Media börjar kalla honom Punisher. Daredevil upptäcker att Punisher kan vara honom övermäktig, men efter flera kamper fångas Punisher (vars verkliga namn är Frank Castle) till slut in och ställs inför rätta. Ovillig att låta Castle förbli oförsvarad ställer Nelson och Murdock upp, varpå Karen Page kommer honom nära. När Wilson Fisk får Castle fri, ställs Page inför ett dilemma. Murdock har ett annat val att göra: ska han välja sin nya kärlek, Karen, eller sin tidigare flickvän, Elektra, som nu återkommit, och som verkar ha ett dolt motiv för att locka med honom i jakten på något hemligt.

### Efter säsong 2 (Säsong 1 av Marvel's The Defenders)
Efter att Karen Page, Foggy Nelson och Murdock valt skilda vägar fortsätter Daredevil och Stick gör så att han kommer i kontakt med 3 andra superhjältar, Luke Cage, Iron Fist och Jessica Jones. De skapar tillsammans ett team som heter The Defenders och ska försöka stoppa Elektra och "Handen" från att förgöra New York . Kriget om New York har börjat!

### Säsong 3
Efter att Murdock nästan dött vårdas han på det barnhem där han växte upp. Under tiden lyckas Wilson Fisk få till ett avtal med FBI där han anger andra gäng, och för hans säkerhets skull förflyttas till ett lyxhotell. En av FBI-agenterna visar sig dock vara oerhört pricksäker, och Fisk använder honom för att få Daredevil efterlyst. Samtidigt upplever Foggy Nelson svårigheterna med en stad där Wilson Fisks makt sträcker sig nästan överallt.

## Rollista (i urval)

### Huvudroller
- Charlie Cox – Matt Murdock / Daredevil[3]
- Deborah Ann Woll – Karen Page[4]
- Elden Henson – Foggy Nelson[5]
- Toby Leonard Moore – James Wesley[6][7]
- Vondie Curtis-Hall – Ben Urich[6]
- Bob Gunton – Leland Owlsley[6]
- Ayelet Zurer – Vanessa Marianna[6][7]
- Rosario Dawson – Claire Temple[6]
- Vincent D’Onofrio – Wilson Fisk[8]
- Jon Bernthal – Frank Castle / Punisher
- Elodie Yung – Elektra Natchios
- Stephen Rider – Blake Tower
- Wilson Bethel – Benjamin "Dex" Poindexter / Bullseye

### Återkommande roller
- Skylar Gaertner - Matt Murdock (barn)
- Geoffrey Cantor – Ellison[7]
- Judith Delgado – Elena Cardenas
- Daryl Edwards – Carl Hoffman
- Royce Johnson – Brett Mahoney
- Adriane Lenox – Doris Urich
- Peter McRobbie – Lantom
- Rob Morgan – Turk Barrett[9]
- Nikolai Nikolaeff – Vladimir Ranskahov[9]
- Amy Rutberg – Marci Stahl
- Peter Shinkoda – Nobu[10]
- Chris Tardio – Blake
- Susan Varon – Josie
- Wai Ching Ho – Madame Gao[9]
- Tom Walker – Francis[11]

### Gästroller
- Scott Glenn – Stick[12]
- John Patrick Hayden – "Battlin" Jack Murdock[13]
- Gideon Emery – Anatoly Ranskahov[9]
- Jasson Finney – Stone
- Matt Gerald – Melvin Potter[9]
- Domenick Lombardozzi – Bill Fisk
- Kevin Nagle – Roscoe Sweeney
- Jack O'Connell – Silvio
- Suzanne H. Smart – Shirley Benson
- Phyllis Somerville – Marlene Vistain
- Jonathan Walker – Randolph Cherryh
- Carrie-Anne Moss – Jeri Hogarth
- Clancy Brown – Ray Schoonover

## Avsnitt säsong 1
| Nr | Titel                       | Regi               | Manus                               | Sändningsdatum |
| -- | --------------------------- | ------------------ | ----------------------------------- | -------------- |
| 1  | "Into the Ring"             | Phil Abraham       | Drew Goddard                        | 10 april 2015  |
| 2  | "Cut Man"                   | Phil Abraham       | Drew Goddard                        | 10 april 2015  |
| 3  | "Rabbit in a Snow Storm"    | Adam Kane          | Marco Ramirez                       | 10 april 2015  |
| 4  | "In the Blood"              | Ken Girotti        | Christos Gage                       | 10 april 2015  |
| 5  | "World on Fire"             | Farren Blackburn   | Luke Kalteux                        | 10 april 2015  |
| 6  | "Condemned"                 | Guy Ferland        | Joe Pokaski & Marco Ramirez         | 10 april 2015  |
| 7  | "Stick"                     | Brad Turner        | Douglas Petrie                      | 10 april 2015  |
| 8  | "Shadows in the Glass"      | Stephen Surjik     | Steven S. DeKnight                  | 10 april 2015  |
| 9  | "Speak of the Devil"        | Nelson McCormick   | Christos Cage & Ruth Fletcher Gage  | 10 april 2015  |
| 10 | "Nelson v. Murdock"         | Farren Blackburn   | Luke Kalteux                        | 10 april 2015  |
| 11 | "The Path of the Righteous" | Nick Gomez         | Steven S. DeKnight & Douglas Petrie | 10 april 2015  |
| 12 | "The Ones We Leave Behind"  | Euros Lyn          | Douglas Petrie                      | 10 april 2015  |
| 13 | "Daredevil"                 | Steven S. DeKnight | Steven S. DeKnight                  | 10 april 2015  |

## Produktion
I november 2013 meddelades det att en TV-serie baserad på superhjälten kommer visas under 2015 på Netflix. Drew Goddard blev anlitad som exekutiv producent och show runner; han fick även i uppdrag att skriva de två första avsnitten. Serien innehöll 13 avsnitt och de fanns tillgängliga den 10 april 2015. Den kommer att leda till en miniserie baserad på hjältegruppen Defenders.
I maj 2014 hoppade Goddard av som show runner, han ersättes av Steven S. DeKnight, men kvarstod som exekutiv producent. Inspelningen påbörjades i juli 2014 i New York, och avslutades den 21 december 2014.
I oktober 2014 avslöjades det att John Paesano kommer komponera musiken. Samma månad, på New York Comic Con, visades material från serien.

### Rollbesättning
I slutet av maj 2014 fick Charlie Cox huvudrollen som Daredevil. Den 10 juni 2014 blev det klart att Vincent D’Onofrio hade fått rollen som skurken Wilson Fisk. Den 20 juni 2014 avslöjades det att Rosario Dawson hade fått en roll. Några dagar senare, fick Elden Henson rollen som advokatkollegan Foggy Nelson. Den 17 juli 2014 blev det klart att Deborah Ann Woll ska spela Karen Page. Den 11 oktober 2014 fick man veta att Rosario Dawson ska spela Claire Temple, och Ayelet Zurer spelar Vanessa Marianna.

## Mottagande
Daredevil fick positiva recensioner från flera kritiker, som berömde actionsekvenserna och skådespeleriet samt den mörka tonen i serien.
Rotten Tomatoes rapporterade att 98 procent, baserat på 41 recensioner, hade satt ett genomsnittsbetyg på 8,2 av 10. På Metacritic nådde serien genomsnittsbetyget 75 av 100, baserat på 22 recensioner.